# Diaspidiotus marani
Diaspidiotus marani är en insektsart som först beskrevs av Petr Zahradník 1952.  Diaspidiotus marani ingår i släktet Diaspidiotus och familjen pansarsköldlöss. Inga underarter finns listade i Catalogue of Life.